# Pont de Bondy (stanice metra v Paříži)
Pont de Bondy je plánovaná stanice pařížského metra, která se bude nacházet na lince 15, na hranici obcí Bondy a Noisy-le-Sec v departementu Seine-Saint-Denis. Má být otevřena do roku 2031 a bude obsluhovat oblast kolem Bondyho mostu na kanálu Ourcq.